# Oichalia (Tessaglia)
Oichalia (in greco Οιχαλία?) è un ex comune della Grecia nella periferia della Tessaglia di 5 783 abitanti secondo i dati del censimento 2001.
È stato soppresso a seguito della riforma amministrativa detta Programma Callicrate in vigore dal gennaio 2011 ed è ora compreso nel comune di Farkadona.

## Località
Di seguito le località che formano Oichalia:
- Georgianades
- Klokotos
- Krini
- Oichalia
- Petroto